# Serge Branco
Serge Branco, född den 11 januari 1980 i Douala, Kamerun, är en kamerunsk fotbollsspelare. Vid fotbollsturneringen under OS 2000 i Sydney deltog han i det kamerunska lag som tog guld.